# Tarforster Plateau
Das Tarforster Plateau mit einer Größe von 41,1533 Quadratkilometern ist eine naturräumliche Einheit innerhalb der Haupteinheitengruppe Moseltal in Rheinland-Pfalz.
Es erstreckt sich südlich des Trierer Moseltales über die Höhenstadtteile von Trier und über Teilbereiche der Verbandsgemeinden Konz, Trier-Land und Ruwer.
Die Hauptfließgewässer des Gebietes sind Kandelbach, Olewiger Bach und Avelsbach.